# مردگان متحرک (کتاب مصور)
مردگان متحرک (به انگلیسی: The Walking Dead) عنوان داستانی مصور نوشته رابرت کرکمن و هنرمندی با نام تونی مور است. داستان، بر روی شخصیت ریک گرایمز افسر پلیسی متمرکز است که در هنگام انجام وظیفه مجروح شده و به کما رفته‌است.
او در هنگام فروپاشی زندگی در حضور زامبی‌ها و در حالی به هوش می‌آید که جورجیا در قرنطینه است. او موفق می‌شود همسر و فرزندش را به همراه سایر نجات یافتگان پیدا کند و به تدریج رهبری گروهی را که بعدها به یک جامعه کوچک تبدیل می‌شود را بر عهده بگیرد.
کرکمن این کتاب مصور را به همراه تونی مور و چارلی ادلرد در سال ۲۰۰۳ توسط انتشارات ایمیج کامیکس منتشر کرد. مردگان متحرک در سال ۲۰۰۷ و ۲۰۱۰ و در کامیک-کان سن دیگو موفق به کسب جایزه آیزنر و عنوان بهترین داستان مصور ادامه‌دار شد. برخلاف روند معمول کتاب های مصور،مردگان متحرک عمدتا به صورت سیاه و سفید انتشار می شد
سریال مردگان متحرک اولین بار در سال ۲۰۱۰ از شبکه ای‌ام‌سی به نمایش درآمد. این سریال تلویزیونی همان مسیر کتاب مصور را دنبال می‌کند. این کمپانی همچنین دست به تولید محصولات دیگری از جمله بازی‌های ویدئوییمردگان متحرک (بازی ویدئویی) و سریال‌های مشابه دیگری به نام‌های از مردگان متحرک بترسید و مردگان متحرک جهان فراسو نیز زده‌است.

## تاریخچه انتشار
سری داستانی مردگان متحرک اولین بار در سال ۲۰۰۳ منتشر شد و تصویرسازی ۶ قسمت آن با همکاری تونی مور انجام شد. کلیف رث برنـ نیز از قسمت پنجم به مجموعه هنرمندان این سری پیوست. در قسمت هفتم این سریال چارلی ادلرد، سرپرستی هنری را به دعوت کرکمن بر عهده گرفت. مور همچنین عهده‌دار طرح روی جلد ۲۴ جلد اول این مجله شد اما ادامه آن به الدرد سپرده شد.
وقتی که سریال تلویزیونی آن در اکتبر ۲۰۱۰ آماده پخش شد انتشارات این کتاب هفتگی شد. اولین ۵۲ قسمت این سریال تا ژانویه ۲۰۱۱ به پایان رسید و تا یک سال هر هفته یک قسمت از آن به نمایش درآمد.

## رسانه‌های دیگر

### تلویزیون
سریال برگرفته شده از این کتاب، سریال مردگان متحرک است که کارگردان آن فرانک دارابونت، با بازی اندرو لینکلن و سارا وین کالیز است. این سریال اولین بار در تاریخ ۳۱ اکتبر ۲۰۱۰ از شبکهٔ تلویزیونی ای‌ام‌سی در آمریکا پخش شد و اکنون فصل‌ها و قسمت‌های مختلفی از آن ساخته و پخش شده‌است.

### بازی ویدئویی
در تاریخ ۱۸ فوریه ۲۰۱۱ تل‌تیل گیمز اعلام کرد که قصد دارد بازی ویدئویی برگرفته شده از این کتاب را بسازد و قصد دارد در پاییز ۲۰۱۱ کار را شروع و در آوریل ۲۰۱۲ آن را ارائه کند. این کمپانی اعلام کرد که این بازی شامل پنج قسمت است که بین ماه‌های آوریل تا نوامبر ۲۰۱۲ به بازار می‌آید. پس از منتشر شدن نسخه اصلی بازی، تل‌تیل گیمز نسخهٔ دیگری را به نام مردگان متحرک ۴۰۰ روز را در ژوئیه ۲۰۱۳ منتشر کرد.

## مسیر داستان

### فصل اول: روزهای رفته خداحافظ (قسمت ۱–۷)
ریک گرایمز افسر پلیسی از ایالت کنتاکی که ساکن شهر کوچکی به نام سینتیانا است در هنگام انجام‌وظیفه مجروح شده و زمانی به هوش می‌آید که شهر توسط زامبی‌ها یا مرده‌های متحرک تسخیرشده و انگار هیچ‌کس به‌جز او زنده نیست.. او با کمک مورگان و پسر نوجوانش هنگامی‌که به خانه می‌رسد درمیابد که خانه‌اش غارت شده و همسر و فرزندش آن‌جا را ترک کرده‌اند. ریک برای پیدا کردن خانواده‌اش به آتلانتا و محل حفاظت‌شده ارتش می‌رود اما درمیابد که آتلانتا هم به تسخیر زامبی‌ها درآمده‌است. او با کمک گلن ری از کشته شدن به دست زامبی‌ها نجات پیدا می‌کند و به گروه کوچکی که در فروشگاهی در شهر آتلانتا گرفتار شده‌اند ملحق می‌شود. ریک به‌محض مسلط شدن به اوضاع، ابتکار عمل را به‌دست می‌گیرد و به همراه آن‌ها موفق به ترک شهر می‌شود. در جریان فرار از شهر موفق می‌شود همسرش لوری و پسرش کارل را که توسط شین همکار و دوست ریک نجات پیدا کرده‌اند در کنار سایر نجات‌یافتگان در خارج از شهر پیدا کند. هجوم زامبی‌ها به کمپ خارج شهر باعث کشته شدن تعدادی از اعضای گروه می‌شود. گروه تصمیم به ترک آتلانتا گرفته و به‌سوی مرکز تحقیقات علمی آتلانتا به راه می‌افتد. اما در مرکز کنترل و پیشگیری بیماری تنها دکتر جنر زنده مانده‌است که همچنان مشغول کار بر روی این میکروب ناشناخته است که عامل به وجود آمدن مرده‌های متحرک است. ریک به همراه دوستان و خانواده‌اش با از دست رفتن سی‌دی‌سی دوباره راهی تعقیب و گریز می‌شوند.

### فصل دوم: آنچه پیش روست (قسمت ۱–۱۳)
فصل دوم با خروج از آتلانتا آغاز می‌شود. ریک سرپرستی گروه را بر عهده گرفته و گروه را به‌سوی مناطق روستایی حرکت می‌دهد. در جریان این حرکت و ناپدید شدن یکی از اعضای گروه کارل زخمی می‌شود و آن‌ها با یافتن مزرعه گرین موفق به نجات کارل می‌شوند و موقتاً از سرگردانی نجات پیدا می‌کنند. هرشل و خانواده‌اش ساکن مزرعه موروثی خود هستند که دارای وسعت دید زیادی است. ریک و دوستانش در محوطه خارج از خانه مزرعه‌دار کمپ کوچکی بر پا می‌کنند. گلن و مگی دختر مزرعه‌دار به هم علاقه‌مند می‌شوند. مالک مزرعه هرشل گرین و خانواده‌اش از ماهیت زامبی‌ها بی‌خبر بوده در این مدت مشغول انبار کردن دوستان و نزدیکان مرده خود در انبار مزرعه بودند. کارل و سایرین به پیشنهاد شین کار با اسلحه را یادمی‌گیرند. اما هرشل که از حضور این غریبه‌ها در مزرعه خود خشنود نیست از آن‌ها می‌خواهد با بهبود کارل مزرعه او را ترک کنند. ریک متوجه رابطه کوتاه شین و لوری می‌شود و به شین اولتیماتوم می‌دهد تا از خانواده او دور بماند. آن‌ها نهایتاً ناچار به رودررویی با هم شده و شین کشته می‌شود. لوری باردار است و ریک نمی‌داند این فرزند از خود اوست یا از شین. با هجوم دوباره زامبی‌ها مزرعه سقوط می‌کند و گروه به همراه هرشل و خانواده‌اش ناچار به ترک مزرعه می‌شوند. در جریان ترک مزرعه اندریا در مزرعه جا می‌ماند و عده‌ای از اعضای گروه کشته می‌شوند. این فصل با یافتن زندان به‌عنوان سرپناهی برای گروه به‌پایان می‌رسد.

### فصل سوم: امنیت در زندان (قسمت ۱–۱۶)
گروه با گذراندن زمستانی دشوار و زندگی خانه‌به‌دوشی از کشته شدن به‌دست زامبی‌ها جان به در می‌برد. لوری ماه‌های پایانی بارداری را می‌گذراند. اما کاملاً روشن است که او و ریک رابطه خوبی ندارند. یافتن زندان احتمال یافتن غذا و دارو و سرپناه را به آن‌ها نوید می‌دهد. گروه با پاک‌سازی زامبی‌ها در یکی از بلوک‌های زندان سرانجام محل سکونت امنی یافتند. اما آن‌ها تنها ساکنین زندان نیستند. در کافی تریای زندان با چند زندانی برخورد می‌کنند که از اتفاقات جاری بی‌خبرند. همه نگهبان‌های به مرده‌های متحرک تبدیل شده‌اند. هرشل در جریان جستجوی زندان مورد گازگرفتگی زامبی‌ها قرارگرفته و ریک با قطع پای هرشل او را از مرگ نجات می‌دهد. یک نفر از زندانی‌های نجات یافته تصمیم به کشتن اعضای این گروه و تسلط به اوضاع می‌گیرد. این زندانی یک محکوم قتل‌های سریالی است که نهایتاً کشته می‌شود. گلن و مگی با هم ازدواج می‌کنند. این در حالی است که لوری در جریان تولد جودیث جان خود را از دست می‌دهد. وضعیت روحی ریک با شنیدن این خبر متزلزل می‌شود. از سوی دیگر اندریا که موفق به فرار از مزرعه شده بود با زنی به نام میشون آشنا می‌شود. او به‌اتفاق میشون به وودبری می‌رسد که سرپرستی آن بر عهده مردی است به نام گاورنر (فرماندار). اندریا به گاورنر علاقه‌مند شده و در وودبری می‌ماند. میشون که به گاورنر اعتمادی ندارد از وودبری می‌رود و به گروه ریک در زندان ملحق می‌شود. او ریک را در جریان آدم‌ربایی گاورنر و گرفتار شدن مگی و گلن قرار می‌دهد و ریک به همراه میشون و چند نفر از اعضای گروه برای رهایی دوستانش به وودبری شبیخون می‌زند. درل در جریان همین عملیات نجات برادرش را پیدا می‌کند. گاورنر که در این تعقیب و گریز زخمی شده‌است تصمیم می‌گیرد به زندان حمله کند. تایریس و خواهرش ساشا در جریان فرار از زامبی‌ها به زندان پناه می‌برند اما ریک به کسی اعتمادی ندارد و آن‌ها را نمی‌پذیرد. آن‌ها به‌ناچار به وودبری پناه می‌برند. زمان ورود آن‌ها به وودبری هم‌زمان با آماده شدن گاورنر برای حمله به وود بری است. گاورنر جریان حمله به زندان شکست خورده و متواری می‌شود.

### فصل چهارم: عفونت در زندان (قسمت ۱–۱۶)
این فصل با چگونگی فرار گاورنر آغاز می‌شود. او پس از فرار با خانواده‌ای که ساکن یک ساختمان متروک هستند آشنا می‌شوند. آن‌ها برای او حکم خانواده از دست رفته‌اش را پیدا می‌کنند. در راه با گروهی دیگر از نجات‌یافتگان برخورد می‌کنند و به آن‌ها ملحق می‌شوند. گاورنر با کشتن سرپرست این گروه سرپرستی گروه تازه را به دست می‌آورد و آن‌ها را قانع می‌کند تا به زندان حمله کنند. با سقوط وودبری و فرار گاورنر ساکنین وودبری نیز به گروه ریک ملحق شده و ساکن زندان شده‌اند. حالا آن‌ها به تدریج قادر به تولید و خودکفایی هستند. سبزی می‌کارند و خوک پرورش می‌دهند و نیاز چندانی برای جستجوی غذا ندارند. اما یک بیماری در زندان شایع شده و عده بسیاری در اثر بروز این بیماری می‌میرند. ریک در یک برخورد انضباطی از کرول که دو بیمار مسری را کشته بود می‌خواهد تا زندان را ترک کند. ظهور دوباره گاورنر در زمان شیوع بیماری در زندان تنش را دوباره به زندگی ساکنین زندان بازمی‌گرداند. ریک و میشون و کارل در جستجوی سلاح به محل زندگی سابق ریک برمی‌کردند و در آنجا مورگن را پیدا می‌کنند.. اما مورگن به آن‌ها ملحق نمی‌شود. با حمله دوم گاورنر زندان سقوط می‌کند. عده بسیاری کشته می‌شوند از جمله هرشل و گاورنر. با فروپاشی زندان گروه ریک از هم می‌پاشد و هر یک به سویی فرار می‌کنند. بت خواهر مگی در جریان فرار از زندان توسط گروهی ناشناس ربوده می‌شود. درل با گروهی کماندار بی رحم همراه می‌شود. میشون که خسته ازدست‌دادن‌های دوباره است باز تنها به سفر خود ادامه می‌دهد. گلن در اتاقک کشیک زندان به هوش می‌آید و به کمک تارا یکی از بازماندگان تیم گاورنر از زندان فرار می‌کند. تایریس جودیت را یافته و به همراه دو کودک دیگر در حال فرار از زندان کرول را میابد. سه نفر در مسیر این حرکت به گلن و تارا کمک می‌کنند. این سه نفر عازم مأموریتی نظامی و رسیدن به واشینگتن دی سی هستند.

### فصل پنجم: پناهگاه (قسمت ۱–۱۶)
ریک و کارل بعد از فروپاشی زندان در جستجو برای سرپناه به دهکده مجاور فرار می‌کنند. آن‌ها تصور می‌کنند جودیت در حمله به زندان کشته شده‌است. وضعیت جسمی و روحی ریک به شدت شکننده است. در حالیکه کارل رو به سوی استقلال و ثبات رای دارد. میشون که سرانجام در میابد که نمی‌تواند از دوستان تازه‌ای که برای او نقش خانواده را پیدا کرده بودند چشم بپوشد به ریک و کارل می‌پیوندد. آن‌ها در جریان برخورد با گروه کماندار موفق به یافتن درل می‌شوند و تصمیم می‌گیرند در مسیر خط آهن و دنبال کردن مسیر پناهگاه به راه بیفتند. مگی و ساشا و باب هم در همین مسیر در حرکتند اما نشانه‌هایی که مگی برای گلن به جا می‌گذارد به گلن نشان می‌دهد که مگی هنوز زنده است. پس او هم به همراه تارا و افراد تازه: یوجین ابراهام و روزیتا عازم پناهگاه در انتهای خط آهن می‌شوند. همه اعضای گروه بدون هماهنگی با هم در مسیر پناهگاه انتهای خط آهن به راه می‌افتند. در مسیر رسیدن به پناهگاه همه اعضای گروه یکدیگر را دوباره پیدا می‌کنند اما پناهگاه در واقع پناهگاه نیست. افراد ساکن پناهگاه به زنده‌ها اعتمادی نداشته و آن‌ها را اسیر کرده و گوشتشان را به مصرف تغذیه خود می‌رساندند. ریک و دوستانش با کمک هم باعث کشته شدن عده بسیاری از این گروه می‌شوند و پناهگاه سقوط می‌کند. ریک با یافتن کرول و تایریس در میابد که جودیث زنده است. گروه با توضیحات ابراهام متقاعد می‌شود که به همراه او عازم دی‌سی بشوند. اما پیش از حرکت باید قوای خود را بازیابند. در میان راه با کشیشی برخورد می‌کنند که آن‌ها را در کلیسای خود جا می‌دهد. این کشیش به ریک و گروه او اعتمادی ندارد و تصور می‌کند آن‌ها آدم‌کش هستند. درل به همراه کرول به جستجوی بت می‌روند و بقیه گروه برای نجات بت به آن‌ها ملحق می‌شوند. ابراهام و گروهش به همراه گلن و مگی به سوی دی‌سی حرکت می‌کنند اما با دریافتن بی‌اساس بودن مأموریتشان آن‌ها باز به ریک و سایرین ملحق می‌شوند. گروه موفق به یافتن بت می‌شود اما او در جریان تبادل اسیر کشته می‌شود. با روشن شدن تهی بودن مأموریت یوجین سفر به دی سی لغو می‌شود. گروه به سوی الکساندریا ویرجینیا به راه می‌افتد تا خانواده نوا را بیابند. الگزندریا سقوط کرده‌است و دیگر خانواده‌ای در آن وجود ندارد. تایریس در جریان ورود به الگزندریا به دست زامبی‌ها کشته می‌شود. دوران گرسنگی برای گروه آغاز می‌شود. پال آن‌ها را میابد و از آن‌ها می‌خواهد تا به اجتماع آن‌ها در الگزندریا که در واقع اجتماع کوچکی از مردم الکساندریا بپیوندند. این شهرک کوچک با دیوارهای بلندی از هجوم زامبی‌ها در امان مانده‌است. ورود به الکساندریا نو امید دوباره‌ای به زندگی گروه می‌دهد. دایانا یکی از سناتورهای سابق است که شهردار و لیدر شهر است. اهالی الگزندریا ساکن خانه‌های یکی از محلات الگزندریا هستند و از رفاه مناسبی برخوردارند. اما از دنیای بیرون آگاهی چندانی ندارند. حتی شکارچیان گروه در حد تجربیات ریک و گروه او نیستند. ریک در ابتدا اعتمادی به الکساندریا ندارد اما کم‌کم اعتمادش به آن‌ها جلب می‌شود. او به یکی از زنان الگزندریا علاقه‌مند می‌شود. اما خطری از جانب یک گروه آدمکش آن‌ها را تهدید می‌کند. شوهر دایانا در اثر مستی و عصبانیت شوهر جسی کشته شده و ریک نیز او را می‌کشد. مورگن دوباره ریک را پیدا می‌کند و ساکن الگزندریا می‌شود. اما او با کشتن افراد زنده مخالف است و معتقد است هر زندگی ارزشمند است. انبوهی از زامبیها در دره‌ای در نزدیکی الگزندریا به دام افتاده‌اند. ریک و اعضای گروه باید با کمک اهالی الگزندریا این ازدحام زامبی را از شهر دور کنند. مردم الگزندریا اعتمادی به ریک ندارند و تجربه‌ای هم در دفع زامبی‌ها ندارند. اما ریک به پشتیبانی دایانا دست‌به‌کار دفع این حمله می‌شود. عدم همراهی مردم الگزندریا و ناکارآمد بودن و بی‌تجربگی آن‌ها باعث کشته شدن عده‌ای از مردم می‌شود. نوا در جریان یکی از تعقیب و گریزها برای یافتن غذا کشته شده و گلن ناپدید می‌شود. ریک به همراه درل و ابراهام و ساشا زامبی‌ها را در مسیر معینی حرکت می‌دهند. همه‌چیز به خوبی پیش می‌رود تا اینکه حمله گروه وولف یا همان گرگ‌ها به الگزندریا توجه زامبی‌ها را به‌سوی الگزندریا بازمی‌گرداند. گروه کوچک وولف با شکستن حصار شهر وارد الگزندریا شده و شروع به کشتن رهگذران و حمله به خانه‌های مردم می‌کنند. اما این حمله با کمک دوستان ریک دفع می‌شود. درل و ابراهام و ساشا در مسیر بازگشت به الگزندریا با گروه دیگری به نامم سیویرز یا ناجی به رهبری نیگن برخورد می‌کنند اما موفق به شکست آن‌ها می‌شوند. گلن وقتی به دیوار الگزندریا می‌رسد که زامبی‌ها شهر را محاصره کرده‌اند. ریک و میشون موفق می‌شوند به کارل و جودیث بپیوندند. آن‌ها به‌اتفاق جسی و فرزندانش به خانه جسی پناه می‌برند و همه مردم الگزندریا در داخل خانه‌ها حبس شده‌اند. دایانا در جریان فرار به دست زامبی‌ها کشته می‌شود. ریک با تمهید حیله‌ای افراد همراهش را وارد جمعیت انبوه زامبی‌ها می‌کند. در جریان این حملات کشیش اعتماد خود به ریک را به دست می‌آورد. اما فرزندان جسی موجب کشته شدن او و گلوله خوردن کارل می‌شوند. کارل یک چشم خود را از دستت می‌دهد. ریک و میشون او را به درمانگاه الگزندریا رسانده و با شمشیر و کارد دست به کار کشتن زامبی‌ها می‌شوند. همه اهالی با این اقدام تهییج شده همه از خانه‌ها خارج شده و یکی یکی به آن‌ها می‌پیوندند. درل و همراهانش نیز از راه می‌رسند و از بیرون دیوار به زامبی‌های الگزندریا حمله می‌کنند و تا صبح روز بعد همه زامبی‌ها به دست ریک و دوستانش و اهالی الگزندریا کشته می‌شوند.

### فصل ششم: آغازی دوباره (قسمت ۱–۱۶)
زندگی دوباره به الگزندریا بازمی‌گردد. ریک و میشون همخانه و شریک زندگی هم می‌شوند. در مسیر جستجو برای آذوقه ریک و درل با جیزز برخورد می‌کنند و در جریان تعقیب و گریز او که قصد سرقت آذوقه آن‌ها را دارد او را بیهوش کرده و به همراه خود به الگزندریا می‌آورند. جیزز (مسیح) ساکن هیل‌تاپ یا اردوگاه تپه است. او ریک و سایرین را از حضور گروه وحشی و آدم‌کش نیگان آگاه می‌کند. اهالی الگزندریا و هیل تاپ به توافق می‌رسند و ریک در ازای قول مساعدت در کشتن گروه نیگان از آن‌ها طلب آذوقه می‌کند. اردوگاه نیگان مورد حمله ریک و دوستانش قرار گرفته و همه آن‌ها کشته می‌شوند. ریک نمی‌داند که این تنها یکی از پست‌های گروه نیگان است و او با این کار خانواده و اهالی الگزندریا را در خطر بزرگی قرار داده‌است. کرول از نبرد و کشتن بیزار شده و شهر را ترک می‌کند. مورگن نیز در پی یافتن و مراقبت از او از شهر می‌رود. مگی به شدت بیمار می‌شود و گروه تصمیم می‌گیرد او را به هیل تاپ که مجهز به تجهیزات پزشکی است برساند. اما گروه نیگان راه را از همه سو بر آن‌ها می‌بندد و همه آن‌ها را وادار به تسلیم می‌کند. این فصل با کشته شدن دو نفر از نزدیک‌ترین دوستان ریک یعنی گلن و ابراهام به دست نیگان به پایان می‌رسد.

### فصل هفتم: (قسمت ۱–۸)
ورود نیگان به صحنه زندگی الگزندریا روزهای گذشته و آنچه به‌دست آمده‌است را نابود می‌کند. نیگان تمامی سلاح‌ها، تختخواب‌ها، غذا، داروها و همه لوازم رفاهی الگزندریا را مصادره کرده و آن‌ها را وادار می‌کند تا از این به بعد به آن‌ها خراج بدهند. آن‌ها درل را با خود می‌برند. ریک در وحشت از دست دادن عده بیشتری از دوستان و اهالی الگزندریا به خواست نیگان گردن می‌نهد. مورگن در نزدیکی واشینگتن‌دی‌سی موفق به یافتن کرول را شده و در جریان نجات او از دست گروه نیگان با جمعیت کینگدام (پادشاهی) آشنا می‌شود. این گروه نیز خراج دهنده نیگان هستند اما اهالی این شهر از رفتار سیاسی رهبرشان ایزیکیل آگاه نیستند. ایزیکیل از کرول و مورگن می‌خواهد که تجربیاتشان را با اهلی شهر او تقسیم کنند و با آن‌ها بمانند. اما کرول نمی‌پذیرد و در خانه‌ای خارج از شهر ساکن می‌شود.
دوستان ریک پر از خشم و عصبانیت هستند و هرکدام دست به کاری انفرادی علیه نیگان می‌زنند. این کار موجب شدت تنبیه دوباره و کشته شدن تعداد دیگری از مردم الگزندریا می‌شود. یوجین نیز به‌عنوان تنها کسی که قادر به ساختن گلوله است به اسارت نیگان در می‌آید. ریک تصمیم می‌گیرد به حرف دوستانش گوش کند و دوباره دست‌به‌کار مبارزه و مقاومت شود. او به همراه میشون و کارل و چند نفر دیگر از دوستانش راهی هیل تاپ می‌شود. ساشا و مگی که از زمان کشته شدن گلن به الگزندریا بازنگشته بودند به استقبال او می‌روند و ریک متوجه می‌شود که درل نیز از اسارت نیگان گریخته و با کمک جیزز به هیل تاپ پناه آورده‌است. این فصل با اتحاد الگزندریا و هیل تاپ به‌پایان می‌رسد.